# Xaverov
Obec Xaverov (německy Xaverhof) se nachází v okrese Benešov ve Středočeském kraji. Žije zde 57 obyvatel. Jde o jedinou obec v zemi se slovanským jazykem, jejíž název začíná na X.[zdroj?]
Zhruba 3 km na sever se nachází město Sázava, 2 km na jihozápad prochází dálnice D1.

## Historie
První písemná zmínka o obci pochází z roku 1788. Obec nese název podle patrona jezuitského řádu Františka Xaverského. Nejdříve Xaverhof, Xaverow, Xawerow, až do dnešní podoby Xaverov.[zdroj⁠?!]
12. května 2016 byly obci uděleny znak a vlajka.

### Územněsprávní začlenění
Dějiny územněsprávního začleňování zahrnují období od roku 1850 do současnosti. V chronologickém přehledu je uvedena územně administrativní příslušnost obce v roce, kdy ke změně došlo:
- 1850 země česká, kraj České Budějovice, politický a soudní okres Benešov[7]
- 1855 země česká, kraj Tábor, soudní okres Benešov
- 1868 země česká, politický a soudní okres Benešov
- 1939 země česká, Oberlandrat Tábor, politický i soudní okres Benešov[8]
- 1942 země česká, Oberlandrat Praha, politický i soudní okres Benešov[9]
- 1945 země česká, správní i soudní okres Benešov[10]
- 1949 Pražský kraj, okres Benešov[11]
- 1960 Středočeský kraj, okres Benešov
- 2003 Středočeský kraj, okres Benešov, obec s rozšířenou působností Benešov

## Doprava
Do obce nevede žádná silnice III. třídy. Železniční trať ani stanice na území obce nejsou. V obci měly v roce 2012 zastávky autobusové linky Benešov-Sázava (v pracovní dny 4 spoje) a Sázava-Choratice (v pracovní dny 1 spoj). O víkendu byla obec bez dopravní obsluhy.

## Turistika
Územím obce vede turistická trasa  Chocerady – Dojetřická hájovna – V Soudném – Bělokozly – Ledečko.